# Christopher Miles
Christopher Miles   (Londres, 19 d'abril de 1939 - Devizes, 15 de setembre de 2023) fou un guionista, productor i director de cinema britànic.

## Vida personal
És el més gran de quatre fills de Clarice Remnant (‘Wren'), consellera, i John Miles, un enginyer consultor, la família de la qual portava diverses generacions a la indústria siderúrgica. Els noms de dos promotors ferroviaris anomenats Miles es troben en una placa a Yarm en commemoració del centenari del ferrocarril de Stockton i Darlington.
Als 16 anys, encara al Winchester College (1953-57), [3] Miles es va convertir en la primera persona a mostrar pel·lícules de 8 mm a la televisió (6 d'abril de 1957), Miles became the first person to show 8mm film on television (6 April 1957), a invitació del programa infantil de la BBC All Your Own. Durant aquest temps va ajudar a produir i escriure un espectacle de varietats, The Begmilian Show, en què la seva germana Sarah Miles va actuar públicament per primera vegada.
Als 19 anys, sota la sospita de ser un espia, va ser empresonat a la Xina comunista per filmar a Chinwangtao. De fet, estava realitzant la seva primera pel·lícula per encàrrec per al propietari de la Silver Line i va sortir de la presó després de 20 hores de preguntes sense parar. Les imatges de la pel·lícula de Miles, que van ser algunes de les primeres de darrere de la "Cortina de bambú", es van vendre posteriorment a Movietone News.
Després de sis mesos a Stewarts & Lloyds Steel Works a Corby, va decidir estudiar direcció de cinema a l'Institut des Hautes Études Cinématographiques (1961-62) de París. Durant les vacances d'estiu, va escriure i dirigir A Vol d'Oiseau (1962) una pel·lícula de mitja hora, que es va projectar a Studio 28, un cinema parisenc.
El 1967 Miles es va casar amb la pintora Suzy Armstrong a Chelsea, on van viure fins al 1993 quan es van traslladar a Wiltshire. La seva filla Sophie és pintora i terrissaire. El 2009 Miles va organitzar i va recaptar fons per a la restauració de l'escut reial de 1707, a la seva església local.
Miles és patró de la Societat Christopher Marlowe i va ajudar a recaptar diners el 2002 per a una finestra a l'abadia de Westminster en memòria del gran poeta i dramaturg isabelí. També és vicepresident de la D.H. Lawrence Society; així com a membre del comitè de Marbles Reunited, que va ser creat per reunir les escultures preses del temple del Partenó d'Atenes per Lord Elgin.
Del pare de la seva mare Clarice Remnant, Francis Remnant, Sarah Miles afirma ser la besneta del príncep Francesc de Teck i, per tant, cosina segona una vegada apartada de la reina Isabel II.

## Carrera
Gràcies a A Vol d'Oiseau Miles va poder convèncer els germans Boulting perquè financessin parcialment el seu primer projecte The Six Sided Triangle (1963), que va escriure, dirigir i coproduir. La pel·lícula va ser nominada a l'Oscar.
Després d'incorporar-se a Grade Organization, Leslie Grade va demanar a Miles que escrivís i dirigís una pel·lícula per al grup pop The Shadows. Rhythm 'n Greens (1964) que es va distribuir com a funció secundària a tot el circuit ABC Cinemas. Llavors Grade va oferir a Miles el seu primer llargmetratge, Up Jumped a Swagman (1965), una comèdia musical surrealista. Als 26 anys, Miles es va convertir en el director de llargmetratge més jove que treballava a Anglaterra, càrrec que va ocupar durant cinc anys més.
Atreta per l'actitud francesa envers el cinema i les seves formes de vida, Miles va fer la Rue Lepic Slow Race (1967), i també va filmar un guió original de Jean Anouilh Time for Loving (1971) i més tard el de Jean Genet The Maids (1975) per l'American Film Theatre. The Maids fou projectada fora de competició al 28è Festival Internacional de Cinema de Canes.
El 1969 va dirigir The Virgin and the Gypsy basada en la novel·la de D. H. Lawrence, que va ser votada la millor pel·lícula tant pel British Critics Circle com per la New York Press, i va ser nominada al Globus d'Or el 1970. Va funcionar durant 18 mesos al West End de Londres i va batre rècords de taquilla a Nova York i va establir la seva reputació. La pel·lícula, una producció de Dimitri de Grunwald, es va projectar al 23è Festival Internacional de Cinema de Canes de 1970, però no va participar en la competició principal.

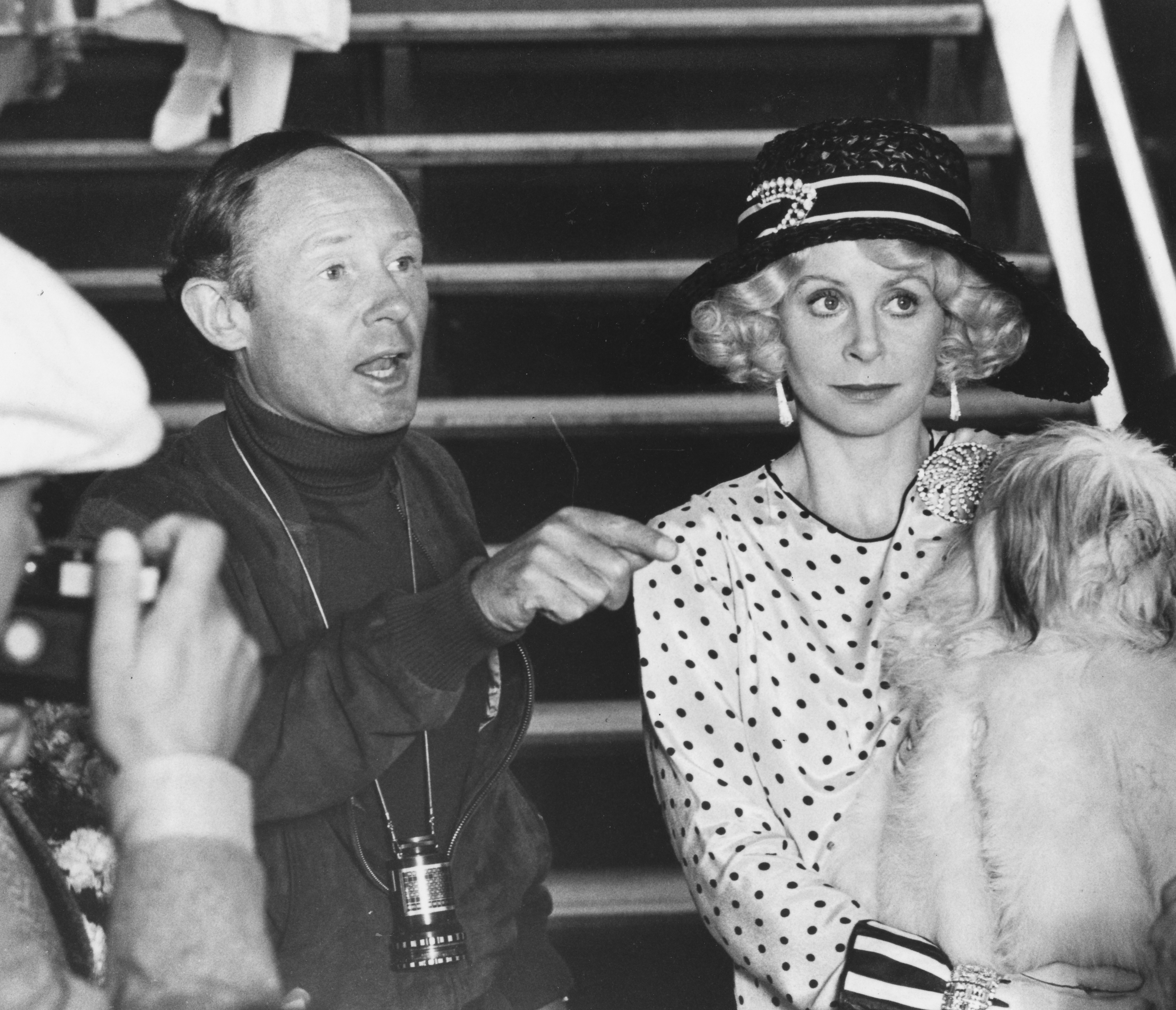
Christopher Miles dirigeix la seva germana Sarah Miles el 1980

 A mesura que es va posposar el seu projecte cinematogràfic sobre un altre projecte de D.H. Lawrence, The Plumed Serpent, Miles i la seva germana Sarah Miles es van comprometre a fer una producció teatral a Chicago. El productor teatral de Chicago David Lonn va demanar a Miles i a la seva germana Sarah que triessin una obra; van escollir la comèdia de Thornton Wilder Skin of our Teeth (1972), en què Miles dirigia tant el teatre com la pel·lícula.
El mateix any, el programa artístic de la BBC Full House va demanar a Miles que s'unís a altres directors de fora de la BBC per fer pel·lícules de mitja hora de contes de James Joyce o Anton Txèkhov. Miles va escollir Zinotxka de Txékhov (1972), que va ser adaptada per Melvyn Bragg amb Charlotte Rampling en el paper principal. [30]
The Maids (1975) de Jean Genet va ser dirigida per Miles, que va coescriure el guió i el va filmar en 10 dies amb Glenda Jackson, Susannah York i Vivien Merchant per a l'American Film Theatre. Es va mostrar fora de competició a la recentment creada secció ‘Yeux Fertiles' al 28è Festival Internacional de Cinema de Canes.
Una sàtira sobre el Mercat Comú va reunir de nou a Miles i Dimitri de Grunwald per That Lucky Touch (1976) que va ser finançat totalment amb fonts europees amb l'European Film Consortium de Grunwald.
L'escriptor David Ambrose, va decidir amb Miles tornar a treballar l'argument d'un guió que tenia amb Anglia Television com si fos un documental. Alternative 3 (1977) va provocar un escàndol amb els seus suposats aterratges a Mart i presagis previsors del canvi climàtic i va ser prohibida als EUA. El president d'Anglia, Sir John Woolf, després de l'èxit de les vendes a tot el món de la pel·lícula, va oferir a Miles el primer dels Tales of the Unexpected, presentat llavors per Roald Dahl. A "Neck" (1978) Sir John Gielgud va ser escollit com a majordom per primera vegada.
Amb moltes ganes de tornar a la seva idea d'una pel·lícula sobre la vida de D. H. Lawrence, Miles va tornar a col·laborar amb l'escriptor Alan Plater. Finalment, es va trobar un financer que donava suport al projecte que tenia a Ian McKellen al capdavant. Priest of Love (1981). La pel·lícula va obrir els festivals de Londres i de San Diego el 1981.
Mentre esperava que Melina Merkuri i la Televisió Nacional Grega (ERT) li donessin el vistiplau per al seu guió sobre com Lord Elgin va saquejar els marbres del Partenó, va realitzar tres documentals amb connexions gregues. Daley’s Decathlon (1982), en què Daley Thompson no només va guanyar l'esdeveniment, sinó que va batre el rècord mundial, va permetre a Miles obtenir la millor pel·lícula existent del primer atleta de la història que va aconseguir medalles d'or europees, de la Commonwealth i olímpiques simultàniament. Després, Miles va coescriure i dirigir la Marathon (1983) per a Channel 4 i Aphrodisias - city of Aphrodite (1984). Finalment Jules Dassin, (marit de Melina Merkuri), va obrir el camí perquè el docu-drama de Lord Elgin and Some Stones of No Value (1985) comencés a rodar-se a l'Acròpoli.
Amb la condició que Miles pogués continuar fent pel·lícules, va acceptar la invitació del Royal College of Art de dirigir els cursos de cinema i televisió com a "Professor de cinema i televisió" (1989-1993). Tanmateix, la promesa va resultar inviable, encara que les talentoses pel·lícules dels estudiants de postgrau van guanyar el premi Fuji dues vegades durant aquest període i també van ser televisades.
El 1997, Miles es va embarcar en una sèrie de televisió de tres hores ‘Love in the Ancient World’ (1998), per a la qual també va escriure un llibre sobre el tema, il·lustrat amb les seves pròpies fotografies, a més de dirigir i coproduir la sèrie. El rodatge es va realitzar a la major part de la conca mediterrània i a molts museus europeus. També es va promulgar el ‘Simposi’ de Plató. Aquesta secció només va ser emesa per Bayerischer Rundfunk a Alemanya, però no als Estats Units per A&E, on Kathleen Turner va acollir una versió del programa de dues hores.
La casa Stanway del segle xviii, a Gloucestershire, va proporcionar l'escenari de la versió cinematogràfica de Miles de la comèdia de David Garrick i George Coleman sobre el Clandestine Marriage (2000) fins a un final reeixit, que es va completar en sis setmanes malgrat la pèrdua momentània de finançament dels productors.
Per celebrar la 28a Olimpíada a Atenes, Miles es va tornar a unir a ERT TV a Grècia per examinar els mites i les veritats dels Jocs moderns a Fire from Olympia (2004), que va ser reeditat i distribuït com un DVD el 2012 per als Jocs Olímpics de Londres.

## Filmografia
- A Vol d'Oiseau (1962)
- The Six-Sided Triangle (1963)
- Rhythm 'n' Greens (1964)
- Up Jumped a Swagman (1965)
- Rue Lepic Slow Race (1967)
- The Virgin and the Gypsy (1970)
- A Time for Loving (1971)
- Zinotchka - TV (1972)
- The Maids (1974)
- That Lucky Touch (1975)
- Alternative 3 - TV (1977)
- Neck TV (1978)
- Priest of Love (1981)
- Daley's Decathlon - TV (1982)
- Marathon - TV (1983)
- Aphrodisias - City of Aphrodite - TV (1984)
- Lord Elgin and Some Stones of No Value - TV (1986)
- Cyclone Warning Class 4 - TV (1994)
- Love in the Ancient World - TV 3x1hr (1997)
- The Clandestine Marriage (2000)
- Fire from Olympia - TV (2004)

## Publicacions
- Alternative 3: basada en la pel·lícula de TV de David Ambrose i Christopher Miles escrita per Leslie Watkins Primera publicació de Sphere Books Ltd (Regne Unit) - (1978) Reimpressió (1980) ISBN 0-380-44677-4. Posteriorment publicat a Atenes per Konidarin Press (1978) -USA Avon Books (1979) - Espanya Ediciones Martinez Roca SA (1980) - Japó per Tama Publishing Co. Ltd., (1981) Reeditat (1990) - també vegeu 'Casebook on Alternative 3' de Jim Keith

- Love in the Ancient World escrit per Christopher Miles amb John Julius Norwich Publicat per primera vegada per Weidenfeld & Nicolson UK (1997) ISBN 0-297-83586-6. Posteriorment, publicat per St Martin's Press New York (1997) ‘Liebe in der Antike’ -VGS, Colònia, Alemanya (1997) Reeditat en butxaca per Seven Dials UK (1998)

## Premis
- Festival Internacional de Cinema de San Francisco - Millor curt d'acció en directe (nom) 1963 - A Vol d'Oiseau
- Premis Oscar de 1963 - Millor curt d'acció en directe (nom) 1963 Six-sided Triangle
- Festival de Cinema de Taormina - Millor pel·lícula (nom) 1970 - The Virgin & The Gypsy
- British Film and Television Press Guild - Guanyador millor pel·lícula 1971 - The Virgin & The Gypsy
- 29è Premis Globus d'Or – Milor pel·lícula estrangera en anglès (nom) 1971 - The Virgin & The Gypsy
- National Board of Review USA - Guanyador millor pel·lícula de 1971 - The Virgin & The Gypsy
- Premis Laurel - Estrelles de demà (nom) Joanna Shimkus 1971 - The Virgin & The Gypsy
- Premis Laurel - Estrelles de demà (nom) Franco Nero 1971 - The Virgin & The Gypsy
- UK Video Awards - (participant) - 1983 - Dailey's Decathlon
- Festival de Cinema de Newport Beach – Guanyador millor fotografia 2000 - The Clandestine Marriage